# Mistrz Nikifor
Mistrz Nikifor è un documentario cortometraggio del 1956 diretto da Jan Lomnicki e basato sulla vita del pittore polacco Nikifor.